# Janakpur (stad)
Janakpur, ook wel Janakpurdham genoemd (Sanskriet: जनकपुरधाम), is een stad (Nepalees: nagarpalika) in het zuidoosten van Nepal en tevens de hoofdstad van het district Dhanusa. De stad telt ca. 98.000 inwoners.
De stad ligt zo'n 400 kilometer ten zuidoosten van de hoofdstad Kathmandu en op 20 kilometer van de Indiase grens.